# Makrosmatiker

Der Haushund, hier ein Bombensuchhund des U.S.-Militärs, besitzt eines der empfindlichsten Riechorgane

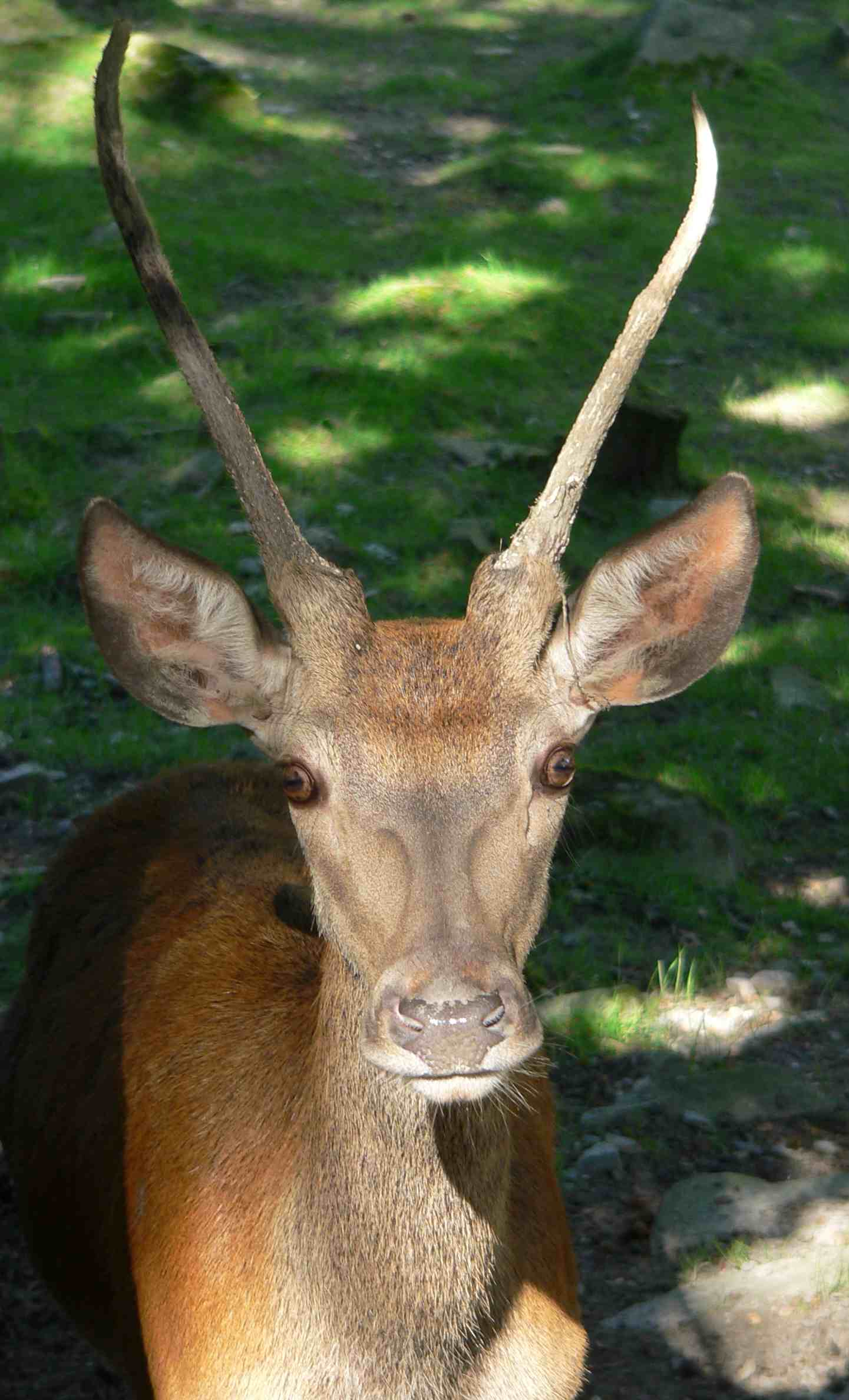
Rothirsche, hier ein Männchen im zweiten Lebensjahr, zählen ebenfalls zu den Makrosmatikern

Als Makrosmatiker oder Makrosmaten (griechisch „Großriecher“) werden Lebewesen bezeichnet, bei denen der Geruchssinn sehr gut entwickelt ist und eine besonders große Rolle innerhalb der Sinne spielt. Lebewesen mit einem ausgeprägten Geruchssinn zeichnen sich durch einen besonders großen Anteil der Nasenschleimhaut aus, der mit einem Riechepithel überzogen ist (Riechschleimhaut, Regio olfactoria).
Mikrosmatiker oder Mikrosmaten hingegen haben einen weniger stark entwickelten Geruchssinn. Sie benutzen in der Regel stärker die visuelle Wahrnehmung.
Der Mensch richtet schon lange Gebrauchshunde für spezielle Aufgabenbereiche ab, für deren Ausführung der menschliche Geruchssinn nicht ausreicht. Durch entsprechendes Training werden Hunde so zum Rettungshund, Jagdhund, Schutzhund oder Diensthund (einschließlich Sprengstoffspürhund und Drogenspürhund) ausgebildet.

## Kennzeichen von Makrosmatikern und Beispiele
Makrosmatikern sind Wirbeltiere mit gut ausgeprägtem Geruchssinn und häufig weniger stark entwickeltem Sehvermögen, darunter Insektenfresser, Nagetiere, Raubtiere und viele Huftiere. Die Oberfläche ihrer Nasenhöhle ist durch Vorsprünge und Verästelungen stark vergrößert und mit einer Nasenschleimhaut ausgekleidet.
Bei Säugetieren befindet sich die Rezeptionszone des olfaktorischen Systems in der inneren Nase. In jeder Nasenhöhle befinden sich 3 von den Nasenaußenwänden nach innen ragende, wulstartige Gebilde, die Nasenmuscheln (Conchae nasales), die den Luftstrom lenken. Die olfaktorische Wahrnehmung ist auf die Riechschleimhaut oberhalb der oberen Nasenmuschel beschränkt. Dieses Gebiet wird auch als Geruchsorgan (Organum olfactus) bezeichnet. Dieser Bereich, der sich durch eine gelbe bis braune Farbe auszeichnet, enthält die auf die Wahrnehmung von Duftmolekülen spezialisierten Sinneszellen. Die Fläche ist beim Hund, der zu den Makrosmatikern zählt, etwa 2 × 25 Quadratzentimeter groß. Beim Menschen, der den Mikrosmatikern zugerechnet wird, beträgt die Fläche dagegen nur etwa 2 × 5 cm².
Außerdem haben duftsensible Tiere wie z. B. Hundeartige, Katzenartige, Hirsche und Füchse lange Schnauzen, in denen die Riechschleimhaut deutlich feiner verästelt ist und somit eine viel größere Gesamtoberfläche hat als bei Mikrosmatikern. Dabei ist nicht nur die Anzahl der Riechzellen bei Makrosmatikern deutlich erhöht, sondern die einzelnen Zellen sind auch viel empfindlicher. Während der Mensch nur 22 Millionen Riechzellen hat, verfügt der Hund über die zehnfache Anzahl. Darüber hinaus können Hunde etwa eine Million verschiedener Gerüche unterscheiden, der Mensch dagegen ungefähr 10.000.

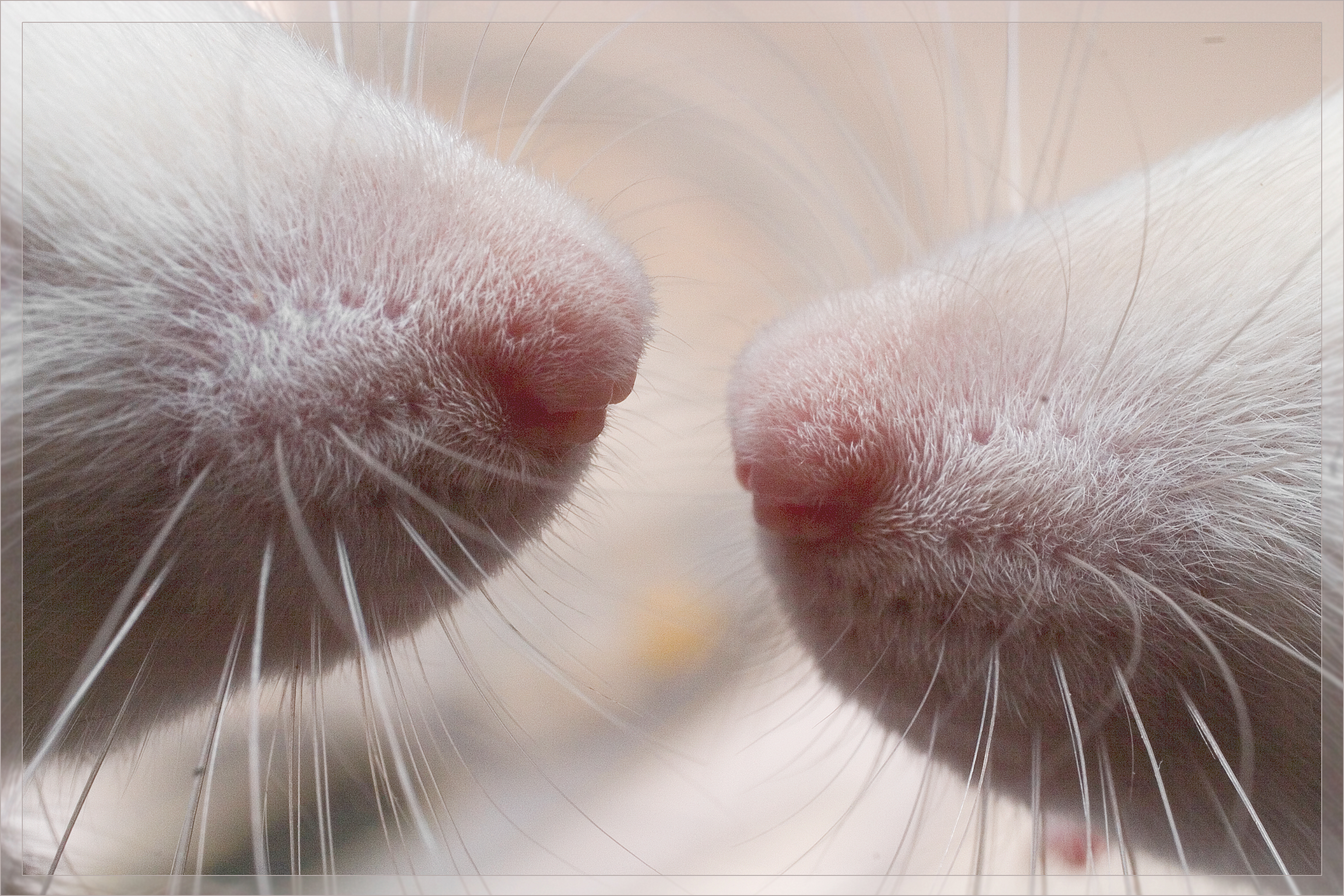
Ebenfalls Makrosmatiker: Ratten

Auch zahlreiche Nagetiere verfügen über einen besonders ausgeprägten Geruchssinn, hierzu zählen: Ratten, Mäuse und Hamster, die sich unter anderem Botschaften durch Pheromone zukommen lassen. Der Mensch nutzt dies aus, um Nagetiere mit Hilfe von duftenden Ködern in Fallen zu locken oder sie zu vergiften.
In der freien Wildbahn ist dabei für Jäger (wie z. B. den Wolf) insbesondere die Erkennung einiger Gerüche, wie dem von Blut  wichtig, um verletzte Tiere auch über weite Entfernungen aufzuspüren. Ist beispielsweise ein Elch von zahlreichen Parasiten, wie Zecken, befallen, so scheuert er sich mitunter an Bäumen, um die Parasiten loszuwerden. Da Zecken Blut saugen, schwächen sie den Elch nicht nur, sie verraten ihn auch, da der Geruch von Elchblut die Aufmerksamkeit ihrer Jäger auf sie zieht und ein geschwächter Elch ist leichtere Beute als ein gesunder.
Nagetiere, die zur Beute des Wolfes zählen, fühlen sich dagegen bereits von dem Geruch von sehr stark verdünntem Blut abgestoßen. Sie entfernten sich bei Versuchen so weit wie möglich von der (als bedrohlich wahrgenommenen) Geruchsquelle. Gesunde Tiere fliehen somit nicht nur vor dem Geruch ihrer Fressfeinde, sondern auch vor verletzten Artgenossen, da diese potenzielle Jäger auf sich aufmerksam machen.
Obwohl sie ihre Beute überwiegend selbst erlegt, erkennt die Tüpfelhyäne den Geruch von Aas

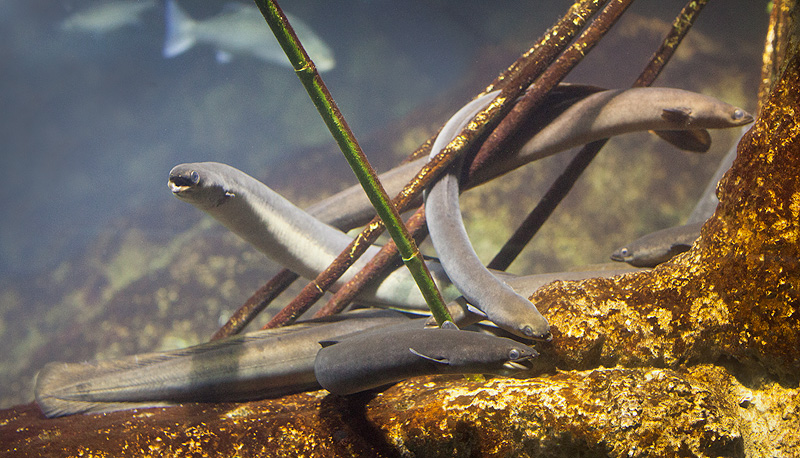
Der Europäische Aal erkennt unter anderem den Geruch seines Geburtsortes über weite Strecken

Auch die meisten Fische zählen zu den Makrosmaten. Die Fischnase dient nicht der Atmung, sondern enthält ein olfaktorische Epithel, dessen Oberfläche meist durch rosettenförmig angeordnete Lamellen vergrößert ist. Auch im Wasser ist Riechen also möglich. Der gute Geruchssinn des Haies erlaubt ihm zusammen mit Schallwellen seine Beute aufzuspüren.
Haie können den Geruch von nur einem Tropfen Blut über mehrere Kilometer unter Wasser wahrnehmen.
Als Allesfresser können Aale nicht nur Blut, sondern auch den Geruch von totem Fisch über weite Strecken wahrnehmen. Aas, welches bereits den Geruch von Verwesung verströmt steht zwar nicht auf ihrem Speiseplan, aber frisch verendete Fische fressen Aale durchaus. Ihr Geruchssinn ist selbst dem der Hunde deutlich überlegen. Aale erkennen einen rauchenden Angler am Geruch seiner Zigarette und halten sich entsprechend fern. Aale erkennen außerdem ihren Geburtsort im Meer am Geruch wieder, während Lachse in der Lage sind, den Heimatfluss, in dem sie geschlüpft sind, am Geruch wiederzuerkennen.

## Einsatzbereiche im Umfeld des Menschen

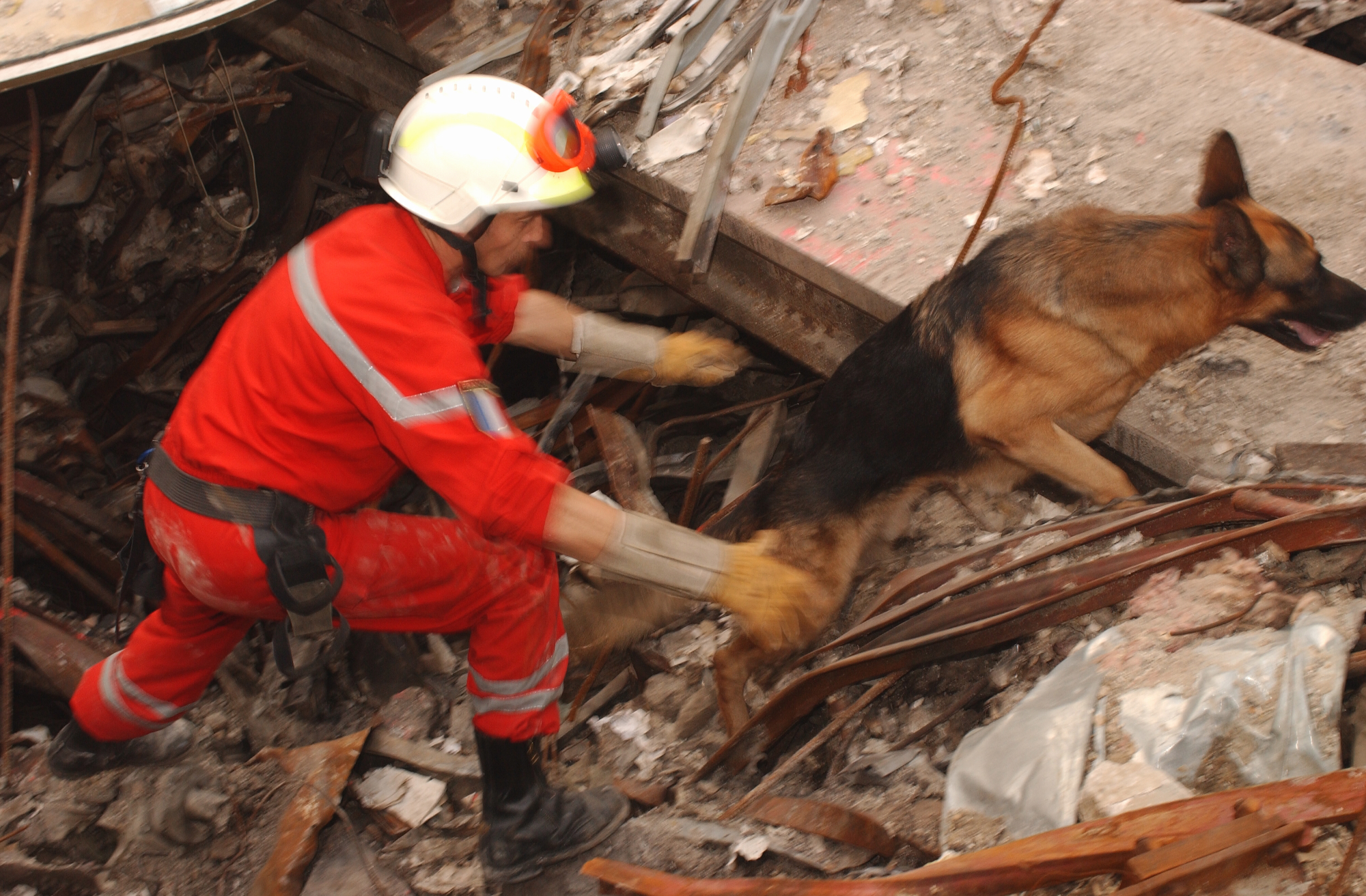
Deutscher Schäferhund auf der Suche nach Überlebenden nach dem Terroranschlag auf das World Trade Center am 11. September 2001

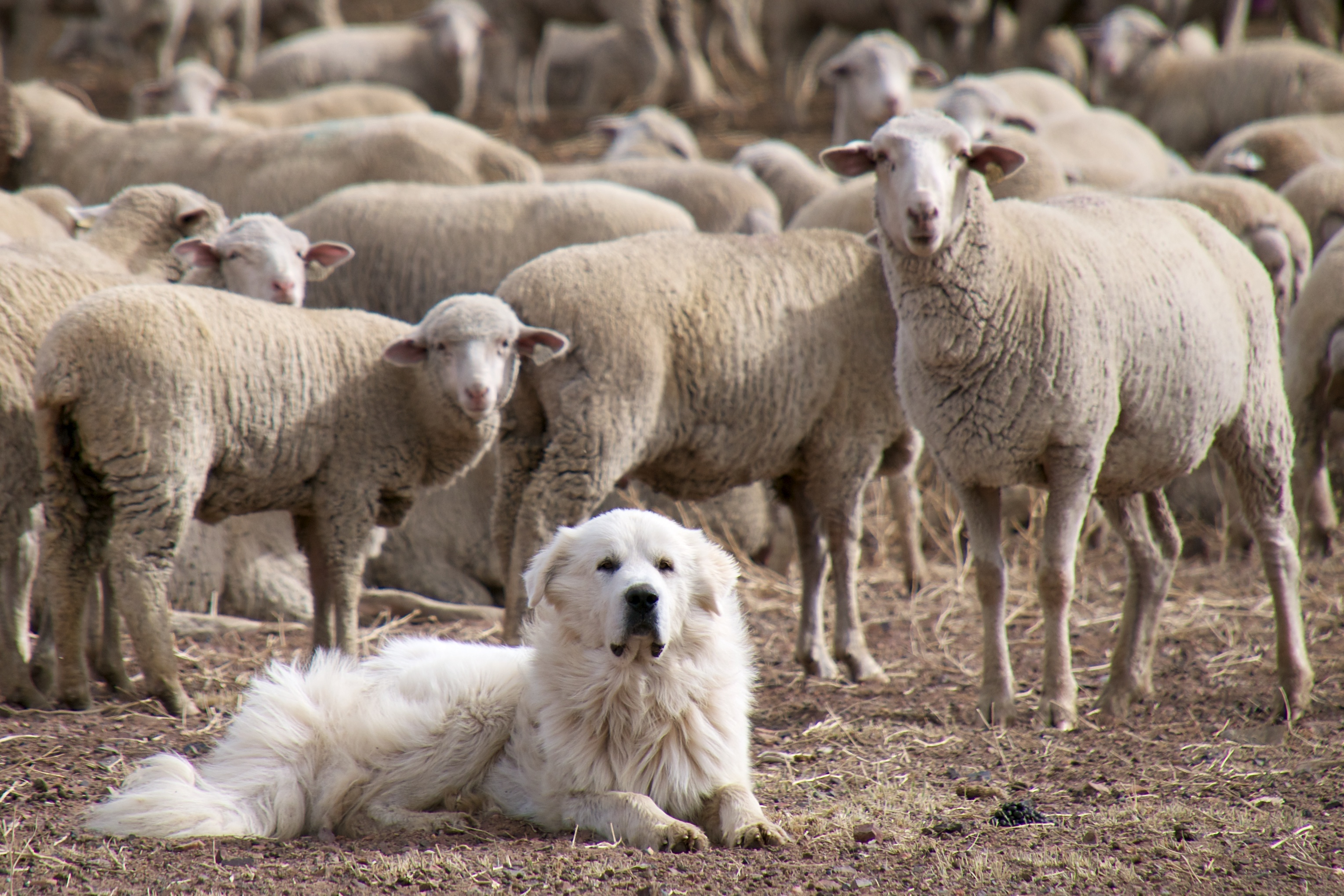
Herdenschutzhunde werden auch zum Schutz vor Wölfen eingesetzt

Der Mensch macht sich schon lange den sehr viel besseren Geruchssinn des Hundes zu Nutze und bildet eine Reihe von Spezialisten aus, die – oft in Begleitung eines Hundeführers – unterschiedliche Aufgaben erfüllen, dazu zählen:
- das Aufspüren von Personen, die sich z. B. in einer Notlage befinden, auf der Flucht sind oder deren Leichen vermisst werden: Rettungshund, Fährtenhund, Polizeihund
- im Kriegseinsatz, bereits im 1. Weltkrieg, unter anderem als Sprengstoffspürhund, Meldehund, Wachhund, Sanitätshund sowie zum Transport von Material, frühzeitigen Erkennen von Giftgas und mit Sprengstoff beladen, als "lebende Bombe"[10]
- im Gesundheitswesen, als Diabetikerwarnhund und bei der Früherkennung von Tumorerkrankungen[11]
- Im veterinärmedizinischen Bereich; zur frühzeitigen Feststellung von Tierseuchen, wie z. B. der Schweinepest[12]
- zum Aufspüren bzw. Zusammentreiben anderer Tiere: Jagdhund (bei Kleintieren einschließlich Apportieren), Hirtenhund, der Herdenschutzhund verteidigt seine Herde auch gegen Angreifer
- zum Aufspüren von Substanzen: Drogenspürhund, Sprengstoffspürhund, Hunde zum Aufspüren digitaler Geräte (USB-Sticks, Handys und Festplatten)[13]

Aber es gab auch Einsatzbereiche, die vielen Menschen fragwürdig erscheinen. So sammelte das DDR-Regime z. B. Geruchsproben, in dem Verdächtige beim Verhör auf einem Kissen sitzen mussten, welches hinterher luftdicht verwahrt wurde um eine spätere Verfolgung der Geruchsspur durch Hunde zu ermöglichen.
Im Gesundheitssystem und bei dem Erschnüffeln von Bomben sind neben Hunden auch trainierte Hamsterratten im Einsatz. Sie lassen sich zur Früherkennung von Krebs und Tuberkulose einsetzen, sowie als Assistenztier für Diabetiker.